# Senza spina
Albums de Angelo Branduardi
Altro ed altrove
(2003) Così è se mi pare
(2011)
Senza spina est un album de musique interprété par Angelo Branduardi.

## Album
L'album, publié en 2009, est composé de onze titres (dont trois chantés en français) enregistrés en public à l'Olympia (Paris) le 24 novembre 1986 dans le cadre de la tournée acoustique Concerto '86 et précédés par trois titres originaux en italien enregistrés en studio.

## Liste des titres
- Il denaro dei nani
- La tempesta
- Cara rimani
- La lune
- Tanti anni fa
- Gulliver
- Sous le tilleul
- Il capello a sonagli
- La canzone di Aengus, il vagabondo
- Un aviatore irlandese prevede la sua morte
- Nel giardino dei salici
- Innisfree, l'isola sul lago
- L'enfant clandestin
- 'O sole mio

Paroles italiennes de Luisa Zappa-Branduardi, paroles françaises d'Étienne Roda-Gil et musiques d'Angelo Branduardi, excepté La canzone di Aengus, il vagabondo (paroles de Luisa Branduardi et musique de Donovan) et 'O sole mio (paroles de Giovanni Capurro et musique d'Eduardo di Capua).

## Musiciens

### Enregistrements en studio
- Angelo Branduardi : violon
- Gigi Cappellotto : basse
- Maurizio Fabrizio : piano et guitares
- Lele Melotti : batterie et percussions

### Enregistrements en public
- Angelo Branduardi : guitares, flûtes, violon, harmonica
- Bruno De Filippi : sitar, bouzouki, quatro, mandoline, harmonica, bulbul tarang
- Maurizio Fabrizio : guitares, guitare octavine, bulbul tarang
- José De Ribamar Papete : percussions